# مسجد نواب عالیه خانم کوچک
مسجد نواب عالیه خانم کوچک مسجدی در کرمانشاه است که در خیابان خیابان شریعتی این شهر واقع شده است. این مسجد مربوط به شیعیان است و در دوره قاجار ساخته شده و در تاریخ ۲۷ آبان ۱۳۸۶ با شمارهٔ ثبت ۲۰۲۹۶ به‌عنوان یکی از آثار ملی ایران به ثبت رسیده است.

## تاریخچه
نواب عالیه خانم کوچک، یا ام سلمه، دختر چهارم فتحعلی‌شاه و خواهر محمدعلی میرزای دولتشاه در سال ۱۸۰۷ میلادی (۱۲۲۲ قمری) این مسجد را احداث و سپس وقف کرده‌است. ناصرالدین‌شاه در سفرنامۀ عتبات عالیات خود نوشته است: 
«مسجد نواب عالیه همشیرۀ محمدعلی میرزای مرحوم، زن زین‌العابدین‌خان پسر حسینقلی‌خان قاجار از مساجد معتبر شهر کرمانشاه است».
در گذشته ابوالقاسم رئیس‌العلما در این مسجد نماز می‌خوانده و جلسات وعظ برگزار می‌کرده‌است. همچنین به مدت چند دهه امامت جماعت این مسجد را سید مرتضی نجومی بر عهده داشته‌است.